# 100-109

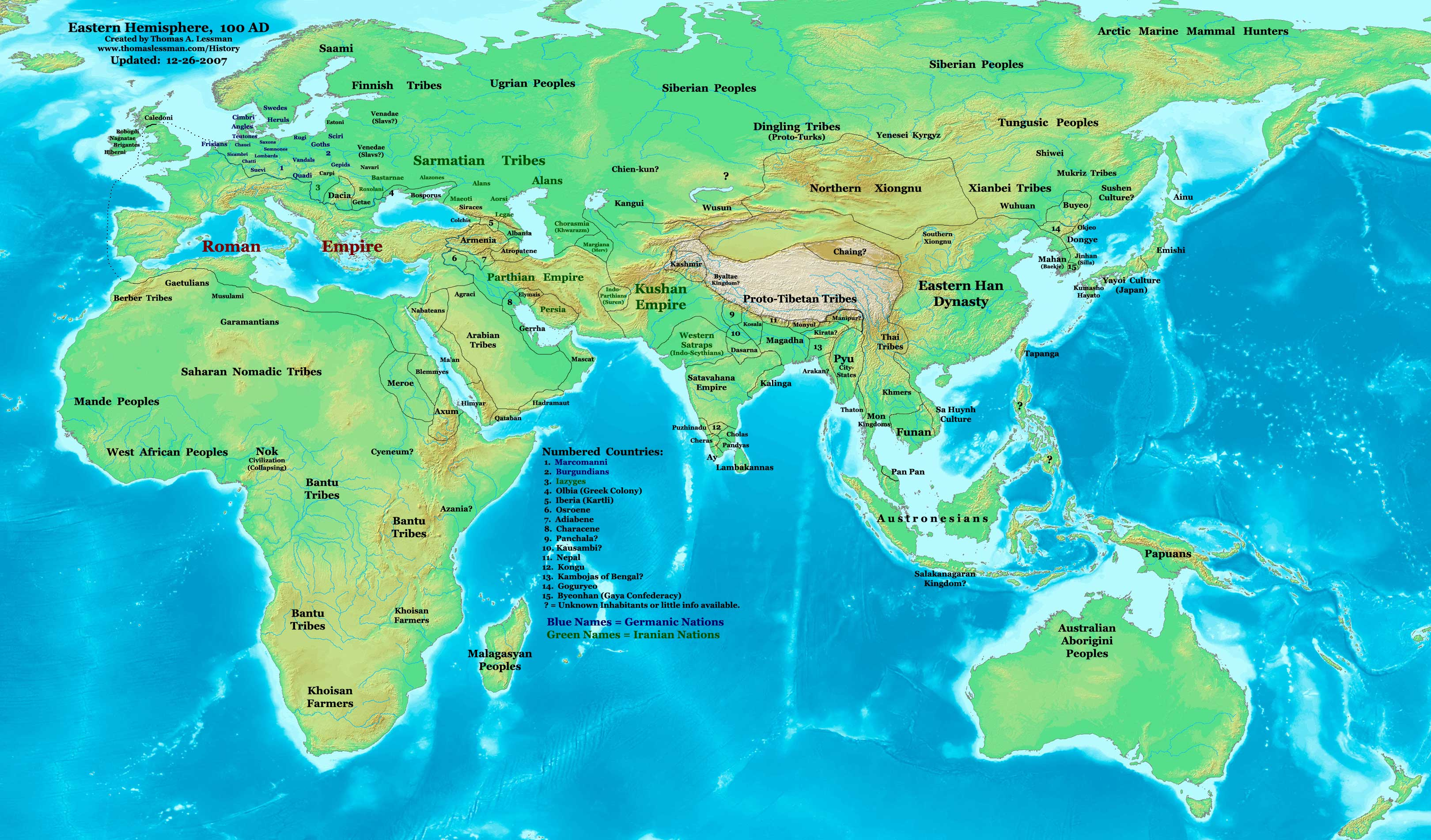
Het oostelijk halfrond tijdens het jaar 100

De jaren 100-109 (van de christelijke jaartelling) zijn een decennium in de 2e eeuw.

## Gebeurtenissen

### Romeinse Rijk
- 100: Keizer Trajanus stelt orde op zaken in Illyrië. Hij laat in Orşova (Roemenië) een inscriptie (Tabula Traiana) achter in een rotswand die naar zijn werk aan het wegennet verwijst.
- 100: Plinius de Jongere is consul.
- 100: Huwelijk van Hadrianus met Vibia Sabina.
- 101: Begin van de Dacische Oorlogen, keizer Trajanus valt Dacië binnen.
- 102: Na de Tweede slag bij Tapae sluiten Decebalus van Dacië en Trajanus vrede. Hiermee komt de Eerste Dacische Oorlog ten einde. Dacië wordt een vazalstaat van Rome.
- 103: In de stad Palmyra in de Syrische woestijn wordt een tempel opgericht voor de god Baäl.
- 103: Plinius de Jongere wordt lid van het genootschap van augurs.
- 103: Legio X Gemina verhuist naar Wenen waar het tot in de 5e eeuw zal blijven.
- 103: Zowel Trajanus als Decebalus beginnen voorbereidingen voor de hervatting van de oorlog om Dacië.
- De Brug van Trajanus wordt gebouwd tussen 103 en 105, voorafgaand aan Trajanus' verovering van Dacië.
- 105: Keizer Trajanus besluit dat een vazalstatus van Dacië -dat goud bezit- niet genoeg is. Hij ziet in een geschil tussen de Daciërs en de Jazygen aanleiding een onderwerpingsoorlog te beginnen, de Tweede Dacische Oorlog.
- 105: Keizer Trajanus trekt opnieuw de Donau over -ditmaal over een indrukwekkende brug- voor een veldtocht tegen Decebalus van Dacië.
- 106: Slag bij Sarmizegetusa. Keizer Trajanus vernietigt het koninkrijk Dacië van Decebalus en begint de nieuwe provincie te bevolken met veteranen.
- 106: De stad Petra wordt door Trajanus ingenomen, hiermee voorloopt de veldtocht tegen de Arabische vorstendommen voorspoedig voor de Romeinen.
- 106: Er wordt een Romeinse provincie Arabia Petraea gesticht.
- Apollodorus van Damascus bouwt een ronde concertzaal in Rome, het Odeon.
- In Arles wordt door de Romeinen een stenen amfitheater gebouwd voor 26.000 toeschouwers.
- 107: Keizer Trajanus ontvangt een gezantschap uit India.
- 102-107: Pannonia is door Tranjanus in twee delen gesplitst.
- 108: In Rome neemt het medisch consult allengs de plaats in van het huisbezoek.
- 108: Trajanus hervormt het bestuur over Thracië, Pontus en Bithynië. Voortaan hebben de provincies een keizerlijke legaat.
- 109: Osroes I wordt de nieuwe koning van Parthië

### China
- 102: Na bijna dertig jaar wordt de Chinese bezetter uit Oost-Turkestan verdreven.
- 105: Cai Lun maakt het eerste schrijfpapier.
- 107: Een Japanse prins stuurt als geschenk 160 slaven naar het Chinese hof.
- 107: Han Andi (Ngan-ti) komt als jongeman op de Chinese troon. Keizerin-weduwe Deng behartigt de staatszaken.

### Verschenen
- 108: Tacitus schrijft de Historiae, een belangrijk werk voor de geschiedschrijving van zijn tijd.

## Belangrijke personen
- Trajanus, keizer van het Romeinse Rijk.

### Geboren
- 102: Aelius, geadopteerd door Hadrianus, vader van Lucius Verus
- 98-105: Faustina de Oudere, later gemalin van keizer Antoninus Pius

### Overleden
- ca. 100: Flavius Josephus, Joods geschiedschrijver
- 103: Frontinus, Romeins schrijver
- 105: Paus Evaristus
- 107: Ignatius van Antiochië, bisschop en theoloog
- ca. 107: Titus, discipel van Paulus

<< · 100 · 101 · 102 · 103 · 104 · 105 · 106 · 107 · 108 · 109 · >>
<< · 100-109 · 110-119 · 120-129 · 130-139 · 140-149 · 150-159 · 160-169 · 170-179 · 180-189 · 190-199 · >>